# Orophea hainanensis
Orophea hainanensis är en kirimojaväxtart som beskrevs av Elmer Drew Merrill. Orophea hainanensis ingår i släktet Orophea och familjen kirimojaväxter. Inga underarter finns listade i Catalogue of Life.